# 繆昌期
繆 昌期（ぼく しょうき/びゅう しょうき、1562年 - 1626年）は、明代の官僚。字は当時、号は西渓。本貫は常州府江陰県。東林党の初期の人物であった。

## 生涯
1613年（万暦41年）に50歳過ぎで科挙に合格して進士に及第し、庶吉士になった。後、翰林院検討に進んだ。翰林院で、同僚の美少年馮銓を強犯し、かたき同士になった。後、梃撃の案（太子時代の泰昌帝が命を狙われたとされる事件）を契機に多くの非難を受け、病を理由に官を去った。
1621年（天啓元年）、朝廷に復帰し、左賛善となり、諭徳に進んだ。1624年（天啓4年）、楊漣が魏忠賢の二十四大罪を弾劾したとき、楊漣の上疏は繆昌期が起草にあたったと密告する者があって、魏忠賢は繆昌期を恨んだ。繆昌期は恐れ、休暇を乞うて帰郷した。1625年（天啓5年）、楊漣等に連座し、郷里で逮捕された。まもなく拷問の末に獄死した。
崇禎帝が即位すると、詹事・兼侍読学士の位を追贈されたが、諡は与えられなかった。南明の福王政権のとき、文貞と追諡された。

## 参考資料
- 『崇禎長編』
- 『明史』巻245 列伝第133